# São José do Seridó
São José do Seridó è un comune del Brasile nello Stato del Rio Grande do Norte, parte della mesoregione del Central Potiguar e della microregione del Seridó Oriental.